# Gatien de Monceaux
Gatien de Monceaux  (mort à Quimper le 13 octobre 1416) est un ecclésiastique breton qui fut évêque de Quimper de 1408 à 1416.

## Biographie
Gatien de Monceaux est originaire de Nantes où il est membre du chapitre de chanoines et conseiller du duc Jean V de Bretagne lorsqu'il est désigné pour faire partie de l'ambassade bretonne qui se rend auprès du pape d'Avignon à la fin de 1407 afin de tenter une médiation entre les pontifes compétiteurs.
Il est nommé évêque de Quimper par le pape Benoit XIII en 1408. Il assiste au concile de Pise mais envoie un procurateur au concile de Constance lors de la démission de Grégoire XII. C'est sous son épiscopat que les voûtes du chœur de la cathédrale sont réalisées. Il meurt après 8 années d'épiscopat le 13 octobre 1416 et il est inhumé dans un tombeau avec gisant, retrouvé en 1884,  dans un enfeu de la cathédrale.